# Jean Brichaut
Jean Brichaut (29 de julho de 1911 - 1962) foi um futebolista belga que competiu na Copa do Mundo FIFA de 1934.